# Ambalada Peak
Ambalada Peak är en bergstopp i Antarktis. Den ligger i Östantarktis. Australien gör anspråk på området. Toppen på Ambalada Peak är 2 160 meter över havet.
Terrängen runt Ambalada Peak är platt åt sydost, men åt nordväst är den kuperad. Trakten är obefolkad. Det finns inga samhällen i närheten.